# Pure Jerry: Coliseum, Hampton, VA, November 9, 1991
Pure Jerry: Coliseum, Hampton, VA, November 9, 1991 est un double album du Jerry García Band, proposant l'intégralité du concert du Jerry García Band donné le 9 novembre 1991 à Hampton, en Virginie.

## Musiciens

### Jerry García Band
- Jerry Garcia – guitare, voix
- Melvin Seals – claviers
- John Kahn – basse
- David Kemper – batterie
- Jaclyn LaBranch – chœurs
- Gloria Jones – chœurs

### Musicien additionnel
- Bruce Hornsby – Piano

## Liste des titres

### Disque 1
1. How Sweet It Is (To Be Loved by You) (Brian Holland, Lamont Dozier, Eddie Holland) – 7:37
2. He Ain't Give You None (Van Morrison) – 9:56
3. You Never Can Tell (Chuck Berry) – 9:16
4. Run for the Roses (Jerry Garcia, Robert Hunter) – 5:45
5. The Night They Drove Old Dixie Down (Robbie Robertson) – 10:48
6. I Second That Emotion (Smokey Robinson) — 9:46
7. My Sisters and Brothers (Charles Johnson) – 4:39
8. Ain't No Bread in the Breadbox (Norton Buffalo) – 9:15

### Disque 2
1. Bright Side of the Road (Morrison) – 8:01
2. Shining Star (Leo Graham, Paul Richmond) – 13:36
3. Waiting for a Miracle (Bruce Cockburn) – 7:01
4. Think (Jimmy McCracklin, Deadric Malone) – 9:41
5. I Shall Be Released (Bob Dylan) – 10:24
6. Don't Let Go (Jesse Stone) – 15:59
7. Midnight Moonlight (Peter Rowan) – 6:59
8. What a Wonderful World (Bob Thiele, George David Weiss) – 8:04